# Ivar Jacobson

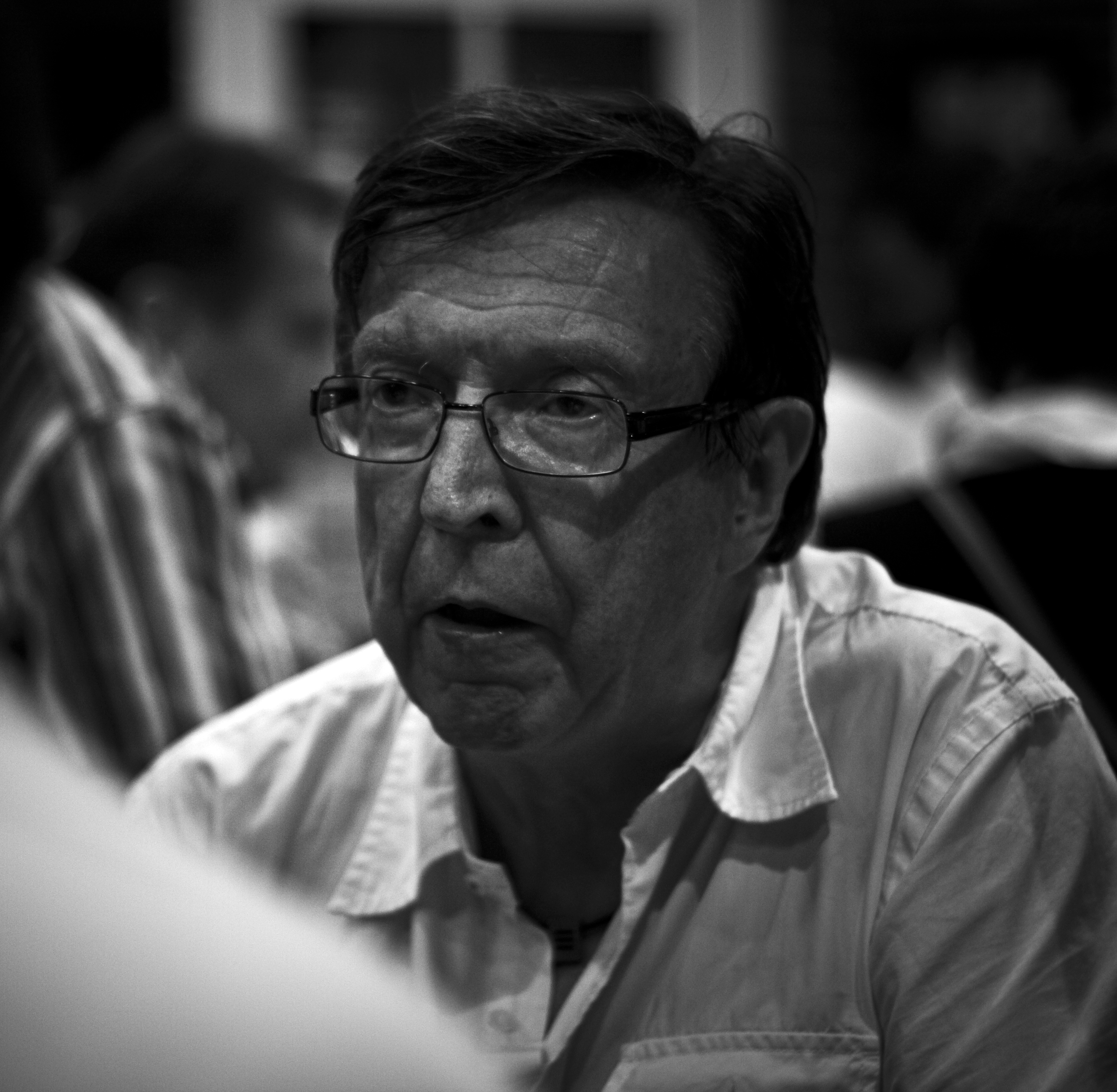
Ivar Jacobson (2010)

Ivar Hjalmar Jacobson (* 2. September 1939 in Ystad) ist ein schwedischer Informatiker.

## Werdegang
Jacobson studierte an der Technischen Hochschule Chalmers in Göteborg, die er 1962 mit einem Diplom als Elektroingenieur verließ. Seine Doktorarbeit schloss er 1985 an der Königlichen Technischen Hochschule Stockholm ab. Das Thema seiner Dissertation waren Sprachkonstrukte für große Echtzeitsysteme.
1967 schlug er den Einsatz von Softwarekomponenten in einer neuen Generation von Telephonschaltzentralen der Firma Ericsson vor, an deren Entwicklung er beteiligt war. Im gleichen Zusammenhang erfand er Sequenz- und Kollaborationsdiagramme und setzte Zustandsautomaten ein, um den Meldungsfluss zwischen Komponenten zu beschreiben.
Ivar Jacobson war einer der Mitbegründer der Specification and Description Language (SDL), die 1967 zum Standard in der Telekommunikationsindustrie wurde. Er ist ferner bekannt als Miterfinder der Anwendungsfälle als Technik zur Dokumentation von Anforderungen an ein Softwaresystem.
Im April 1987 verließ Ivar Jacobson die Firma Ericsson und gründete die Firma Objectory AB, wo er um 1992 den Softwareentwicklungsprozess OOSE (Object-Oriented Software Engineering) entwickelte, in dem zum ersten Mal das Modell der Use Cases formuliert wurde.
Im Oktober 1995 übernahm Rational Software die Firma Objectory AB und Ivar Jacobson nahm zusammen mit Grady Booch und James Rumbaugh die Arbeit an der ersten Version der Unified Modeling Language (UML) und später auch am Rational Unified Process (RUP) auf. Als Rational Software 2003 durch IBM aufgekauft wurde, verließ Ivar Jacobson das Unternehmen, blieb ihm aber noch bis im Mai 2004 als Experte verbunden.

## Bücher
- G.Booch, J.Rumbaugh, I.Jacobson: Das UML-Benutzerhandbuch, Addison-Wesley, 1999, ISBN 3-8273-1486-0
- I. Jacobson, M. Christerson, P. Jonsson: Object-Oriented Software Engineering - A Use Case Driven Approach, Addison-Wesley, 1992, ISBN 0-2015-4435-0
- I. Jacobson, M. Griss, P. Jonsson: Software Reuse, Addison-Wesley, 1997, ISBN 0-2019-2476-5
- I. Jacobson, Pan-Wei Ng: Aspect-Oriented Software Development with Use Cases, Addison-Wesley, 2005, ISBN 0-3212-6888-1
- I. Jacobson, M. Ericsson, A. Jacobson: The Object Advantage, Addison-Wesley, 1998, ISBN 0-2014-2289-1
- I. Jacobson, G. Booch, J. Rumbaugh: The Unified Software Development Process, Addison-Wesley, 1999, ISBN 0-2015-7169-2
- J. Rumbaugh, I. Jacobson, G. Booch: The Unified Modeling Language Reference Manual, Addison-Wesley, 1998, ISBN 0-2013-0998-X

| Personendaten    | Personendaten                               |
| ---------------- | ------------------------------------------- |
| NAME             | Jacobson, Ivar                              |
| ALTERNATIVNAMEN  | Jacobson, Ivar Hjalmar (vollständiger Name) |
| KURZBESCHREIBUNG | schwedischer Informatiker                   |
| GEBURTSDATUM     | 2. September 1939                           |
| GEBURTSORT       | Ystad                                       |